# Марвін Дукш
Марвін Дукш (нім. Marvin Ducksch, нар. 7 березня 1994, Дортмунд) — німецький футболіст, нападник клубу «Вердер».
Виступав, зокрема, за клуби «Боруссія» (Дортмунд) та «Ганновер 96», а також юнацьку збірну Німеччини.
Володар Суперкубка Німеччини.

## Клубна кар'єра
Народився 7 березня 1994 року в місті Дортмунд. Вихованець юнацьких команд футбольних клубів «Фортуна Дортмунд 58» та «Боруссія» (Дортмунд).
У дорослому футболі дебютував 2011 року виступами за команду «Боруссія» II, в якій провів два сезони, взявши участь у 56 матчах чемпіонату. 
Своєю грою за цю команду привернув увагу представників тренерського штабу клубу «Боруссія» (Дортмунд), до складу якого приєднався 2013 року. Відіграв за дортмундський клуб наступний сезон своєї ігрової кар'єри.
У червні 2014 року на правах оренди перейшов до клубу «Падерборн 07».
15 червня 2016 року підписав трирічний контракт з командою Другої Бундесліги «Санкт-Паулі». У січні 2017 року на правах оренди перейшов до клубу «Гольштайн» (Кіль).
15 червня 2018 року Дукш уклав чотирирічний контракт з клубом Бундесліги «Фортуна» (Дюссельдорф).
2019 року уклав контракт з клубом «Ганновер 96», у складі якого провів наступні два роки своєї кар'єри гравця. Більшість часу, проведеного у складі «Ганновера», був основним гравцем атакувальної ланки команди. У складі «Ганновера» був одним з головних бомбардирів команди, маючи середню результативність на рівні 0,47 гола за гру першості.
До складу клубу «Вердер» приєднався 2021 року. Станом на 31 травня 2023 року відіграв за бременський клуб 63 матчі в національному чемпіонаті.

## Виступи за збірні
2009 року дебютував у складі юнацької збірної Німеччини (U-15), загалом на юнацькому рівні взяв участь у 24 іграх, відзначившись 10 забитими голами.

## Титули і досягнення
- Володар Суперкубка Німеччини (1):

«Боруссія» (Дортмунд): 2013